# François Ondet
François Ondet est un coureur cycliste français, né le 1er décembre 1902 à Saint-Genès-Champanelle près de Clermont-Ferrand et mort le 2 août 1968 à Cambrils (Espagne) après une sortie à bicyclette. 

## Biographie
Il termine deux Tours de France en 1929 et 1930. Il est alors le compagnon de route de Jean Goulême, Marcel Mazeyrat et Jules Merviel, Antonin Magne. Il est durant sa carrière un ami de Raphaël Géminiani, Roger Rivière, Raymond Louviot, Jean-Claude Theillière.
Son fils Gérard est champion d'Auvergne en 1967.

## Palmarès
- 1924
  - Course de côte de La Baraque
- 1925
  - 3e de la Course de côte de La Baraque
- 1926
  - 3e de la Course de côte de La Baraque
- 1930
  - 2e du Grand Prix d'Issoire
- 1931
  - 2e de la Course de côte de La Baraque
- 1932
  - 2e de la Polymultipliée
  - 3e du Circuit boussaquin

## Résultats sur les grands tours

### Tour de France
2 participations
- 1929 : 55e
- 1930 : 28e